# Número semiperfecto
En teoría de números, se llama número semiperfecto a aquel número natural n que es igual a la suma de algunos de sus divisores propios. Un número que es igual a la suma de todos sus divisores propios recibe el nombre de número perfecto.
Algunos números semiperfectos son:
6, 12, 18, 20, 24, 28, 30, 36, 40, ... (sucesión A005835 en OEIS)

## Propiedades
- Todo múltiplo de un número semiperfecto es semiperfecto.[2] Un número semiperfecto que no es divisible por ningún número semiperfecto más pequeño se llama primitivo.
- Todo número de la forma

```
2
m
p
 para un número natural 
m
 y un 
número primo
 
impar
 
p
 tal que 
p
 < 2
m
+1
 también es semiperfecto.
```

- - En particular, todo número de la forma 2m(2m+1 − 1) es semiperfecto, y de hecho perfecto si 2m+1 − 1 es un número primo de Mersenne.
- El número semiperfecto impar más pequeño es 945 (véase, por ejemplo, Friedman 1993).
- Un número semiperfecto es necesariamente perfecto o abundante. Un número abundante que no es semiperfecto se llama número extraño.
- A excepción de 2, todos los números primarios semiperfectos son semiperfectos.
- Todo número práctico que no sea potencia de dos es semiperfecto.
- Existe la densidad natural del conjunto de los números semiperfectos.[3]

## Números semiperfectos primitivos
Un número semiperfecto primitivo (también llamado número pseudoperfecto primitivo, número semiperfecto irreducible o número pseudoperfecto irreducible) es un número semiperfecto que no tiene divisor propio semiperfecto.
Los primeros números semiperfectos primitivos son 6, 20, 28, 88, 104, 272, 304, 350, ... (sucesión A006036 en OEIS)
Hay infinitos números de este tipo. Todos los números de la forma 2mp, con p un primo entre 2m y 2m+1, son semiperfectos primitivos, pero esta no es la única forma: por ejemplo, 770. Hay infinitos números semiperfectos primitivos impares, siendo el más pequeño 945, un resultado hallado por Paul Erdős. También hay infinitos números semiperfectos primitivos que no son números de divisores armónicos.
Todo número semiperfecto es múltiplo de un número semiperfecto primitivo.

## Conjetura de los números semiperfectos
Sea m un número natural mayor que cero, si n es un número semiperfecto que resulta de multiplicar m por un número perfecto y el resultado de este producto dividido entre dos es par, entonces existen por lo menos m formas de expresar el número n mediante la suma de sus divisores propios. Dicho enunciado se conoce como la conjetura de los números semiperfectos.